# 2021年維多利亞州地震
2021年維多利亞洲地震發生在2021年9月22日當地時間上午9時15分，震央位於墨爾本東北約200公里的曼斯菲爾德鎮附近。歐洲與地中海地震中心偵測地震震級為5.7矩震級，而美國地質調查局及澳洲地球科學局則測到震級為5.8矩震級。社交媒體上流傳的影片顯示墨爾本有建築物受損。該地震遠至悉尼、坎培拉及塔斯曼尼亞都有震感。

## 地質構造
澳洲處在澳洲板塊上，遠離所有已知活躍的板塊邊界。在澳洲發生的地震多屬板塊內地震。

## 影響
一名墨爾本大學的地理學家表示地震產生了持續10秒的強震。地震在震央更是持續達60秒。澳洲地球科學局表示此次地震是澳洲自1997年最強烈的地震，而且是維州「自歐洲人抵達」有紀錄以來最強烈的地震。
維州不少地方都有嚴重損毀報告。墨爾本不少住宅都因地震而疏散住戶。市內有高層住宅大廈搖晃達20秒，引發住戶恐慌。墨爾本都市區多處亦有停電報告。

## 反應
維州代理州長詹姆斯·默利諾表示全州已發佈「觀察及行動」預警。
新南威爾士州火警及救護服務表示他們在新州有接獲救援請求，但尚未收到任何重大結構性損毀報告。
澳洲總理莫理遜表示未收到有任何傷亡報告。